# La entrevista de Luis XIV y Felipe IV en la isla de los Faisanes
La entrevista de Luis XIV y Felipe IV de España en la Isla de los Faisanes (en francés: Entrevue de Louis XIV et de Philippe IV dans l'île des Faisans) es una pintura al óleo sobre lienzo obra del pintor Jacques Laumosnier  en 1660.

## Historia
La Guerra de los Treinta Años que enfrentaba a los reinos de los Habsburgos y sus aliados contra aquellos reinos contrarios al poder de estos, enfrentó a España y Francia por este motivo. La guerra entre ambos reinos duró diez años y finalizó con la derrota española en la Batalla de las Dunas (1658) y con la firma del Tratado de los Pirineos el 7 de noviembre de 1659 en la isla de los Faisanes, situada sobre el río Bidasoa que separa ambos países.

## Descripción

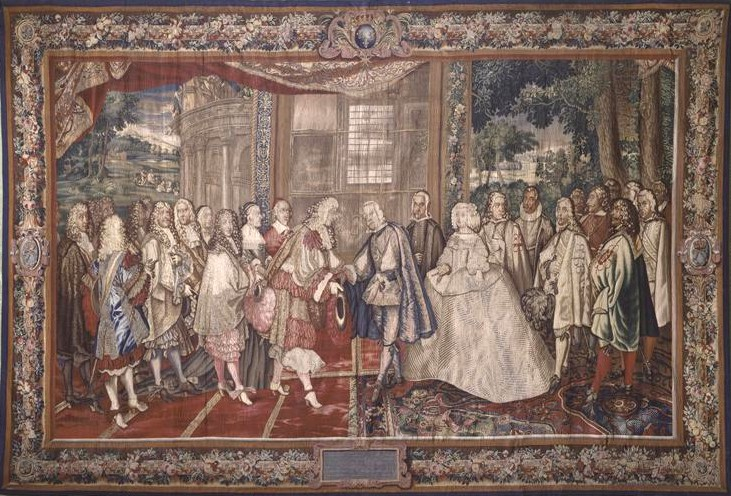
Tapiz de Charles Le Brun representando la misma escena situado en la Embajada de Francia en Madrid.

La pintura representa el encuentro entre el rey Luis XIV de Francia y Felipe IV de España en la isla de los Faisanes el 7 de junio de 1660, en el cual el monarca español entregaba a su hija María Teresa al francés como esposa. El encuentro sirvió también para firmar el Tratado de los Pirineos, que ponía fin a la guerra de los Treinta Años. 
Por el lado francés pueden verse a la reina viuda Ana de Austria, hermana del rey de España y madre del francés. También aparecen el duque Felipe I de Orleans y el cardenal Jules Mazarin —plenipotenciario del rey—.
Por la parte española, el rey Felipe IV aparece acompañado de su hija María Teresa, el Conde-Duque de Olivares Luis de Haro —plenipotenciario del rey—, y uno de los organizadores del encuentro Diego Velázquez, que en ese momento contaba con sesenta años de edad.

### Tapiz en Madrid
Existe un tapiz con el mismo tema, copia con variantes de la pintura, que se conserva en la Embajada de Francia en Madrid. Fue tejido en la factoría de los Gobelinos de París bajo supervisión de Charles Le Brun.